# ناحیه جکسون، شهرستان پوپ، آرکانزاس
ناحیه جکسون، شهرستان پوپ، آرکانزاس (به انگلیسی: Jackson Township, Pope County, Arkansas) یک منطقه مسکونی در ایالات متحده آمریکا است که در شهرستان پوپ، آرکانزاس واقع شده‌است.

## خصوصیات
ناحیه جکسون  ۱٬۱۹۱ نفر جمعیت دارد و ۱۹۸٫۱۲ متر بالاتر از سطح دریا واقع شده‌است.